# Milija Stanišić
Milija Stanišić, črnogorski general, * 9. november 1921, 30. januar 2012.

## Življenjepis
Stanišić, študent medicine, se je leta 1940 pridružil KPJ in leta 1941 NOVJ. Med vojno je bil politični komisar več enot.
Po vojni je bil politični komisar JVL, načelnik štaba korpusa, načelnik VVPVA,...